# Lytro
Lytro, Lytro Light Field Camera — цифровой фотоаппарат, в основе технологии которого лежит теория светового поля, согласно которой сенсор камеры записывает не только информацию о цвете и интенсивности света, но также и векторную информацию о направлении света в каждой точке изображения, тем самым получая более полную информацию о снимаемом сюжете, нежели обычная камера.
Ключевой особенностью камеры является возможность настраивать фокус изображения после того, как снимок уже был сделан.
Данная технология разработанная компанией Lytro Inc., основателем и главным исполнительным директором которой является Рен Анг (Ren Ng). Первый аппарат вышел в продажу в октябре 2011.

## Основная техническая идея
В камере Lytro встроен комплекс микро-объективов между первичным объективом и датчиком изображения. Данный комплекс преломляет световой поток, который проходит через объектив по тысячам отдельных световых путей, которые датчик и внутренний процессор сохраняют как один файл с расширением .lpf (изображение светового поля). Стандартный световой сигнал состоит из данных элемента изображения, например цвет и резкость, однако пиксели на изображении светового поля добавляют также информацию о направлении.